# Rhachidorus marginatus
Rhachidorus marginatus är en insektsart som beskrevs av Herman 1874. Rhachidorus marginatus ingår i släktet Rhachidorus och familjen vårtbitare. Inga underarter finns listade i Catalogue of Life.